# Кавендиш, Фредерик (фельдмаршал)
Лорд Фредерик Кавендиш (англ. Frederick Cavendish; август 1729 — 21 октября 1803) — британский фельдмаршал и политик, член партии вигов.

## Биография
Третий сын Уильяма Кавендиша, 3-го герцога Девонширского и Кэтрин Кавендиш (урожденной Хоскинс), Фредерик Кавендиш начал военную службу энсином 1-го полка Пешей гвардии 29 апреля 1749 года. В 1751 году он был избран членом парламента от Дербишира. В 1752 году был произведён в лейтенанты 2-го полка Пешей гвардии.
В 1754 году Кавендиш уступил Дербиширское кресло своему брату Джорджу, а сам избрался в парламент уже от Дерби. Прикомандированный к 29-му пехотному полку в звании подполковника, он отправился в Ирландию вместе со своим братом Уильямом Кавендишем, Маркизом Хартингтоном, который был назначен лордом-лейтенантом Ирландии в 1755 году.
Однако, с началом Семилетней войны Кавендиш покинул Ирландию и уже летом 1757 года служил в английской армии, сражающейся в Германии, адъютантом герцога Камберлендского. 7 мая 1758 года он был произведен в полковники, а 9 мая 1758 года назначен адъютантом короля Георга II. Кавендиш служил под началом Чарльза Спенсера, 3-го герцога Мальборо, во время рейда на Сен-Мало в июне 1758 года, а затем принял участие в рейде на Шербур в августе 1758 года. Кавендиш командовал арьергардом армии после катастрофического сражения при Сен-Касте в сентябре 1758 года и был взят в плен, после чего галантно предложил остаться в плену на том основании, что являлся членом парламента. Тем не менее, он был освобождён герцогом Эгийонским в обмен на французского офицера такого же ранга в октябре 1758 года.
Кавендиш стал полковником 67-го пехотного полка в октябре 1759 года и полковником 34-го пехотного полка в октябре 1760 года. Получив повышение до генерал-майора 7 марта 1761 года, он сражался под началом принца Фердинанда Брауншвейгского во главе егерской бригады, причём особенно отличился в битве при Вильгельмстале в июне 1762 года. Однако, в октябре того же года часть его бригады попала в засаду во время осады Касселя.
Кавендиш был произведен в генерал-лейтенанты 30 апреля 1770 года, но не принял участия в подавлении Американской революции. В 1780 году он ушел из парламента, после чего его место занял его племянник, лорд Джордж Кавендиш. 20 ноября 1782 года лорд Фредерик Кавендиш он был произведён в полные генералы, а 30 июля 1796 года — в фельдмаршалы.
Лорд Фредерик Кавендиш скончался в своей резиденции Твикенхэм-парк в Твикенхэме 21 октября 1803 года и был похоронен в фамильном склепе в кафедральном соборе Дерби. Он завещал большую часть своего имущества своему племяннику, Лорду Джорджу Кавендишу, впоследствии 1-му графу Берлингтону.
Именем фельдмаршала Кавендиша назван городок Кавендиш в Канаде, основанный в 1790 году.